# La questione agraria e i "critici di Marx"
La questione agraria e i "critici di Marx" (in russo Аграрный вопрос и «критики Маркса»?, Agrarnyj vopros i «kritiki Marksa»), chiamato anche solamente La questione agraria, è un saggio di Vladimir Lenin dedicata alla difesa della teoria marxista sulla questione agraria. Scritto tra giugno 1901 e autunno 1907, fu pubblicato completo nel dicembre 1908 a San Pietroburgo.

## Contenuto

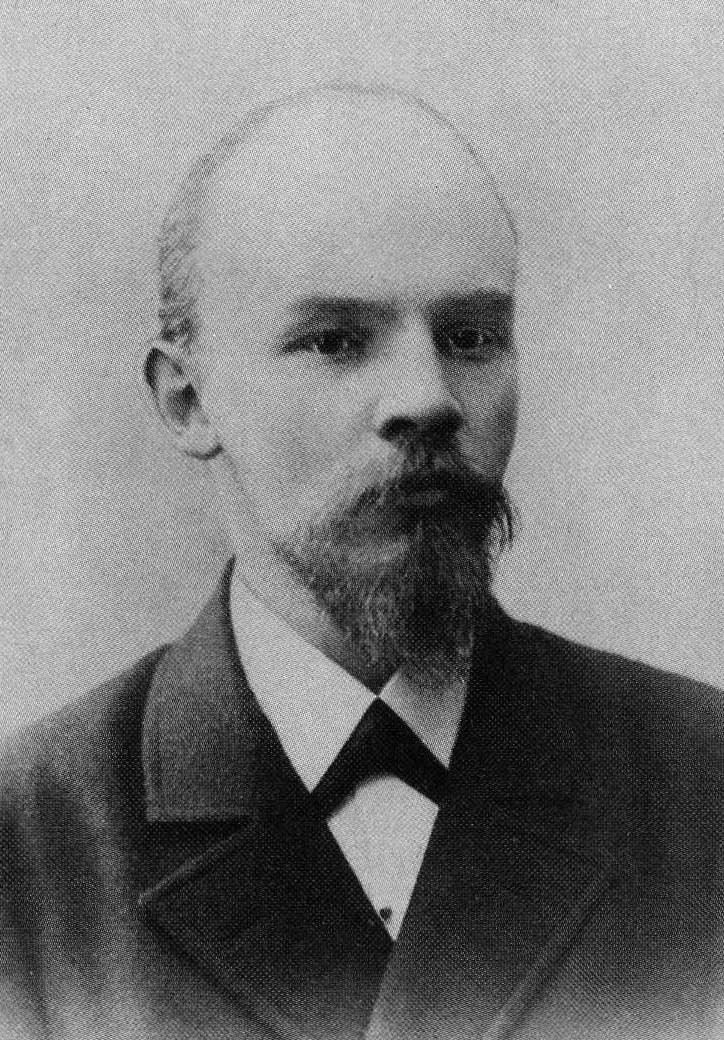
Lenin nel 1901.

Nel suo articolo, Vladimir Lenin continua lo sviluppo dei problemi sollevati in Lo sviluppo del capitalismo in Russia e Il capitalismo in agricoltura, e si avvicina anche al Programma agrario della socialdemocrazia nella prima rivoluzione russa del 1905-1907. Questo articolo esamina le opere dei critici nazionali e stranieri della teoria agraria di Karl Marx come Friedrich Otto Hertz, Eduard David, Sergej Bulgakov e Viktor Černov. Lenin discute con loro delle leggi economiche del capitalismo in agricoltura sulla questione delle eterne leggi naturali della natura. Critica la legge della diminuzione della fertilità del suolo, secondo la quale il successivo dispendio di lavoro e capitale in agricoltura è sempre meno produttivo dei precedenti. Lenin ritiene che i suoi oppositori non tengano conto di una cosa così importante come lo sviluppo delle forze produttive in agricoltura, suggerendo questa legge come ragione della mancanza di cibo e dell'aumento dei prezzi dei prodotti agricoli, cercano di trasferire la responsabilità per la povertà di lavoratori sotto il capitalismo alla natura. Lenin riteneva che i critici di Marx collegassero l'interpretazione della rendita differenziale con la legge della diminuzione della fertilità del suolo, negando allo stesso tempo l'esistenza della rendita assoluta. Lenin considerava un errore grossolano l'interpretazione unilaterale del concetto di "monopolio", poiché riteneva l'esistenza di due varietà di esso nell'agricoltura capitalista: un monopolio sulla terra come oggetto dell'economia, associato a una terra limitata, e un monopolio della proprietà privata della terra.
Lenin tentò di confutare la "teoria della stabilità" della piccola agricoltura contadina. Credeva che i critici di Marx sostenessero che sotto il capitalismo in agricoltura, a differenza dell'industria, la produzione su piccola scala è praticabile e presenta vantaggi economici rispetto alla produzione su larga scala. Lenin critica i metodi statistici usati dai suoi oppositori per corroborare la "teoria della stabilità", e vi si oppone con il proprio metodo di analisi dei dati statistici. Studiando i processi che hanno avuto luogo nell'economia contadina di Germania, Danimarca, Russia, Lenin cerca di trovare le leggi dell'agricoltura capitalista comuni a tutti questi Paesi e di mostrare che l'uso delle macchine è possibile nonostante le caratteristiche naturali dell'agricoltura, che non annullano la legge di concentrazione della produzione capitalistica scoperta da Marx. Lenin esprime l'opinione che le piccole fattorie contadine esistono solo depredando le forze produttive della terra e le forze vitali del contadino, lo sviluppo del capitalismo in agricoltura porterà inevitabilmente alla rovina della maggior parte dei piccoli contadini, con la loro successiva trasformazione in braccianti agricoli con assegnazione e in lavoratori assunti.
Le conclusioni di Lenin sono che le acute contraddizioni economiche esistenti nelle campagne mostrano la posizione futura senza speranza dei piccoli contadini sotto il capitalismo, che può liberarsi dalla schiavitù e dalla povertà solo attraverso una lotta rivoluzionaria contro il capitale nell'unione e solo sotto la guida del proletariato.